# Nová syntéza (album)
Nová syntéza je čtvrté album české rockové skupiny Blue Effect. Nahrála jej společně s Jazzovým orchestrem Československého rozhlasu pod počeštěným názvem Modrý efekt. Výhradně instrumentální album vyšlo ve vydavatelství Panton v roce 1971 s katalogovým číslem 11 0288. Téhož roku byla vydána i exportní verze ve vydavatelství Panton-Artia, které se odlišovalo pouze jednoduchým obalem (česká verze měla obal rozkládací) a anglickými názvy alba (New Synthesis), souborů a skladeb.
Na CD vyšla remasterovaná verze Nové syntézy s bonusy v roce 1997 (Bonton Music), roku 2009 bylo album vydáno v rámci box setu 1969–1989 Alba & singly & bonusy.

## Seznam skladeb
| Strana 1 | Strana 1         | Strana 1 | Strana 1 |
| Pořadí   | Název            | Hudba    | Délka    |
| -------- | ---------------- | -------- | -------- |
| 1.       | Má hra           | Hladík   | 9:00     |
| 2.       | Směr jihovýchod  | Semelka  | 5:50     |
| 3.       | Popínavý břečťan | Hladík   | 5:55     |

| Strana 2       | Strana 2             | Strana 2         | Strana 2 |
| Pořadí         | Název                | Hudba            | Délka    |
| -------------- | -------------------- | ---------------- | -------- |
| 1.             | Blues Modrého efektu | K. Hála, V. Hála | 8:00     |
| 2.             | Nová syntéza         | K. Hála, V. Hála | 14:25    |
| Celková délka: | Celková délka:       | Celková délka:   | 42:35    |

## Obsazení
- Modrý efekt
  - Radim Hladík – kytara
  - Lešek Semelka – klávesy
  - Jiří Kozel – baskytara
  - Vlado Čech – bicí
- Jazzový orchestr Československého rozhlasu, řídí Kamil Hála

## Odkaz
Na motivech skladby „Má hra“ jsou vystavěny hudební kompozice „The Magic Key“ a „Music Is the One-T ODC“ francouzské skupiny One-T.